# Explicação
A explicação é um processo de fornecer informações, razões ou justificativas para um fenômeno, ação ou declaração. O objetivo da explicação é tornar algo compreensível, claro e inteligível para o receptor. Existem diferentes tipos de explicação, como explicações causais, funcionais, históricas e teleológicas.
Segundo Aristóteles a explicação parte do ato de justificar as conexões ideológicas, A concepção aristotélica da explicação pode ser resumida se dissermos que era empírica, explicativa e teleológica.
"Para Spinoza (e por definição para todos os filósofos racionalistas) 'explicar' quer dizer mostrar que uma proposição verdadeira é a consequência logicamente necessária de alguma outra; explicação essencialmente envolve exigir conexões necessárias; e 'conexão necessária' nesse contexto quer dizer uma conexão estritamente lógica pela análise lógica das ideias envolvidas."

## Tipos de explicação
- Explicação causal: Identifica as causas que levaram a um determinado evento ou fenômeno. Busca responder à pergunta "por quê?".[1]
- Explicação funcional: Descreve a função ou o propósito de algo. Responde à pergunta "para quê?".[1]
- Explicação histórica: Situa um evento ou fenômeno em seu contexto histórico. Explica como algo chegou a ser como é.[1]
- Explicação teleológica: Enfatiza o propósito ou a finalidade de algo. Responde à pergunta "com que objetivo?".[1]